# Довера
Довера (итал. Dovera) је насеље у Италији у округу Кремона, региону Ломбардија.
Према процени из 2011. у насељу је живело 3659 становника. Насеље се налази на надморској висини од 73 м.

## Становништво
| 1936. | 1951. | 1961. | 1971. | 1981. | 1991. | 2001. | 2011. |
| ----- | ----- | ----- | ----- | ----- | ----- | ----- | ----- |
| 3.291 | 3.284 | 2.924 | 2.642 | 2.916 | 3.197 | 3.494 | 3.865 |